# Matriz de Leopold
La matriz de Leopold es un método inseminativo de evaluación de impacto ambiental creado en 1971. Se utiliza para identificar el impacto inicial de un proyecto en un entorno natural. El sistema consiste en una matriz de información donde las columnas representan varias actividades que se hacen durante el proyecto (p. ej.: desbroce, extracción de tierras, incremento del tráfico, ruido, polvo, etc) y en las filas se representan varios factores ambientales que son especulados (aire, agua, geología, etc). Las intersecciones entre ambas se numeran con dos valores, uno indica la magnitud (de -10 a +10) y el segundo la importancia (de 1 a 10) del impacto de la actividad respecto a cada factor ambiental. 
Las medidas de magnitud e importancia tienden a estar relacionadas, pero no necesariamente están directamente correlacionadas. La magnitud puede ser medida en términos de cantidad: área afectada de suelo, volumen de agua contaminada. Por ejemplo, el caso de una corriente de agua que erosiona una gran cantidad de suelo. En este caso, el impacto tiene una magnitud significativa, pero la importancia que tenga respecto al medio ambiente puede ser bajo, ya que es una pequeña parte de suelo.
En total resultan 8800 interacciones totales (100 acciones posibles x 88 efectos).